# La Coulonche

La Coulonche este o comună în departamentul Orne, Franța. În 1 ianuarie 2022 avea o populație de 498 de locuitori.